# Operación E
Pour plus de détails, voir Fiche technique et Distribution.
Operación E est un drame français, espagnol et colombien réalisé par Miguel Courtois, sorti le 28 novembre 2012.

## Fiche technique
- Titre : Operación E
- Réalisation : Miguel Courtois
- Scénario : Antonio Onetti
- Directeur de la photographie : Josu Inchaústegui
- Montage : Jean-Paul Husson
- Musique : Thierry Westermeyer
- Costume : Mabel Amaya
- Producteur : Farruco Castromán, Ariel Zeitoun et Cristina Zumarraga
  - Coproducteur : Luis Tosar
- Production : Tormenta Films, Ajoz Films et Zircozine
- Distribution : EuropaCorp
- Pays :  France,  Espagne,  Colombie
- Genre : drame
- Durée : 109 minutes
- Sortie : 28 novembre 2012

## Distribution
- Luis Tosar : José Crisanto
- Martina García (VF : Victoria Grosbois) : Liliana
- Gilberto Ramirez Don Ramon
- Sigifredo Vega